# Pader (rivier)
De Pader is een zijrivier van de Lippe in Duitsland. Met een lengte van iets meer dan 4 km is de Pader de kortste rivier van Duitsland. De rivier stroomt volledig op grondgebied van de stad Paderborn. De rivier mondt uit in de Lippe maar is daar een stuk breder dan de Lippe zelf.
De Pader ontspringt in het Paderbronnengebied in de binnenstad van Paderborn. Daar ontspringen zo'n 200 kleine bronnen in meerdere ommuurde bronbekkens en 3.000 tot 9.000 liter water borrelt per seconde op waardoor het brongebied tot de sterkste van Duitsland behoort.